# Spanje op het Eurovisiesongfestival 2002
Spanje nam deel aan het Eurovisiesongfestival 2002 in Tallinn (Estland). Het was de 40ste deelname van het land aan het festival.

## Selectieprocedure
In een eerste ronde werden de 3 beste artiesten gekozen die door mochten naar de volgende ronde.
In de volgende ronde viel van elke artiest 1 nummer en koos men het beste lied per artiest door televoting.
In de ultieme finale werd door middel van televoting besloten welke artiest won met welk lied.

| Volgorde | Lied                            | Artiest          | Punten | Plaats |
| -------- | ------------------------------- | ---------------- | ------ | ------ |
| 1        | "La magia del corazón"          | David Bustamante | 17.3%  | 3de    |
| 2        | "Corazón Latino"                | David Bisbal     | 32.8%  | 2de    |
| 3        | "Europe's Living a Celebration" | Rosa             | 49.9%  | 1ste   |

## In Tallinn
In Estland moest Spanje optreden als vijfde, net na Griekenland en voor Kroatië. Op het einde van de puntentelling hadden ze 81 punten verzameld, goed voor een zevende plaats. 
Men ontving 3 keer het maximum van de punten.
Nederland deed niet mee in 2002 en België had 12 punten over voor deze inzending.

### Gekregen punten

#### Finale
| 12 punten                          | 10 punten     | 8 punten | 7 punten                      | 6 punten                                   |
| ---------------------------------- | ------------- | -------- | ----------------------------- | ------------------------------------------ |
| - België - Frankrijk - Zwitserland |               |          | - Cyprus - Duitsland - Zweden | - Bosnië en Herzegovina - Israël - Kroatië |
| 5 punten                           | 4 punten      | 3 punten | 2 punten                      | 1 punt                                     |
|                                    | - Griekenland |          | - Verenigd Koninkrijk         |                                            |

### Punten gegeven door Spanje

#### Finale
Punten gegeven in de finale:
| 12 punten | Letland               |
| 10 punten | Malta                 |
| 8 punten  | Frankrijk             |
| 7 punten  | Slovenië              |
| 6 punten  | Cyprus                |
| 5 punten  | Roemenië              |
| 4 punten  | Turkije               |
| 3 punten  | Bosnië en Herzegovina |
| 2 punten  | Duitsland             |
| 1 punt    | België                |

1961 · 1962 · 1963 · 1964 · 1965 · 1966 · 1967 · 1968 · 1969 · 1970 · 1971 · 1972 · 1973 · 1974 · 1975 · 1976 · 1977 · 1978 · 1979 · 1980 · 1981 · 1982 · 1983 · 1984 · 1985 · 1986 · 1987 · 1988 · 1989 · 1990 · 1991 · 1992 · 1993 · 1994 · 1995 · 1996 · 1997 · 1998 · 1999 · 2000 · 2001 · 2002 · 2003 · 2004 · 2005 · 2006 · 2007 · 2008 · 2009 · 2010 · 2011 · 2012 · 2013 · 2014 · 2015 · 2016 · 2017 · 2018 · 2019 · 2020 · 2021 · 2022 · 2023 · 2024 · 2025